# Miro Sikora
Miroslav „Miro“ Sikora (polnisch Mirosław Sikora; * 5. Oktober 1957 in Katowice) ist ein ehemaliger deutsch-polnischer Eishockeyspieler und -funktionär.

## Karriere
Mirosław Sikora begann seine Karriere im Nachwuchsbereich des GKS Katowice und gehörte in der Saison 1976/77 zu den fünf besten Scorern der polnischen Eishockeyliga.
Als die polnische U20-Nationalmannschaft im August 1977 zu einem Trainingslager in Köln weilte, setzte er sich am 10. August 1977 an einem freien Nachmittag von seinem Team ab und versteckte sich den ganzen Tag in einem Kino, bis er einen anderen polnischen Spieler kontaktierte, der zu diesem Zeitpunkt bereits in Deutschland spielte. Daraufhin wurde er zunächst für 18 Monate für sämtliche Spiele in der Bundesliga sowie für Spiele im Europapokal und in Nationalmannschaften gesperrt.
Nachdem seine Sperre abgelaufen war, spielte er aktiv von 1979 bis 1994 für den Kölner EC. Mit dem Team der Haie wurde er fünfmal Deutscher Meister und errang 1985 den zweiten Platz im Europapokal. Insgesamt spielte Sikora 644 Spiele in der Bundesliga für die Kölner, wobei er mit 838 Scorerpunkten zu den erfolgreichsten Spielern der Liga-Geschichte gehört. Die Rückennummer 11, mit der Sikora 15 Jahre für den Kölner EC spielte, wird zu seinen Ehren beim KEC an keinen weiteren Spieler mehr vergeben. Im Jahr 1986 war er Topscorer der Bundesliga-Hauptrunde und wurde in das All-Star Team der Liga gewählt. Zudem war er 1982 und 1987 jeweils Topscorer der Bundesliga-Playoffs.
Im Anschluss an seine Karriere als Spieler war er vier Jahre als Manager der Kölner Haie tätig, bis er 1998 entlassen wurde und sich vom Eishockey zurückzog.

### International
Unter dem Namen Miroslaw Sikora trat er bei der Europameisterschaft der U19-Junioren 1976 und der Weltmeisterschaft der Junioren 1977 für sein Geburtsland Polen an. 1986 wurde in der Bundesrepublik Deutschland eingebürgert und nahm mit der DEB-Auswahl an der Weltmeisterschaft 1987 teil. Nach der Niederlage des finnischen Nationalteams gegen das deutsche legten die Finnen Protest ein, da damals eine Nationenwechsel laut IIHF-Statuten nicht möglich war. Dem Protest der Finnen wurde von der Internationalen Eishockey-Föderation IIHF zunächst stattgegeben, jedoch später durch das Landgericht Wien abgewiesen. Miroslav Sikora musste das Turnier jedoch nach vier Spielen der Vorrunde verlassen.

## Erfolge und Auszeichnungen
| - 1982 Topscorer der Bundesliga-Playoffs - 1984 Deutscher Meister mit dem Kölner EC - 1986 Deutscher Meister mit dem Kölner EC - 1986 Topscorer der Bundesliga | - 1986 Bundesliga All-Star Team - 1987 Deutscher Meister mit dem Kölner EC - 1987 Topscorer der Bundesliga-Playoffs - 1988 Deutscher Meister mit dem Kölner EC |

## Karrierestatistik
(Legende zur Spielerstatistik: Sp oder GP = absolvierte Spiele; T oder G = erzielte Tore; V oder A = erzielte Assists; Pkt oder Pts = erzielte Scorerpunkte; SM oder PIM = erhaltene Strafminuten; +/− = Plus/Minus-Bilanz; PP = erzielte Überzahltore; SH = erzielte Unterzahltore; GW = erzielte Siegtore; 1 Play-downs/Relegation; Kursiv: Statistik nicht vollständig)

## Privates
Im August 1984 wurde seine Tochter geboren. 1988 heiratete er seine Frau, mit der er bis heute zusammenlebt.
Seit seinem Karriereende spielt er in seiner Freizeit Golf im Golfclub am alten Fliess nahe bei Köln. Dort wurde er 2004 Clubmeister und 2007 Vizeclubmeister. Im Jahr 2014 gelang ihm mit der Clubmannschaft der Aufstieg in die Regionalliga der Deutschen Golf Liga. Zusätzlich unterstützt er die Mannschaft AK 50 (ehemals Senioren) in den jeweiligen Ligaspielen als Spieler.